# Trichocereus vatteri
Trichocereus vatteri là một loài thực vật có hoa trong họ Cactaceae. Loài này được R. Kiesling miêu tả khoa học đầu tiên.